# Henri Junior Ndong
Henri Junior Ndong Ngaleu (Bitam, 23 agosto 1992) è un calciatore gabonese, difensore dell'Al-Hejaz e della nazionale gabonese.

## Palmarès

### Club
- Campionato lituano: 1

Sūduva: 2017